# العنابس
حي العنابس أحد أحياء المدينة المنورة، يقع في الاتجاه الغربي منها، تبلغ مساحة هذا الحي حوالي 1183815.2 متر مربع.